# Bistum Yichang
Das Bistum Yichang (lat.: Dioecesis Iciamensis) ist eine in der Volksrepublik China gelegene römisch-katholische Diözese mit Sitz in Yichang. 

## Geschichte
Das Bistum Yichang entstand am 2. September 1870 infolge der Teilung des Apostolischen Vikariates Hubei in die Apostolischen Vikariate Nordwest-Hubei, Südwest-Hubei und Ost-Hubei. Das Apostolische Vikariat Südwest-Hubei wurde am 3. Dezember 1924 in Apostolisches Vikariat Yichang umbenannt. Am 6. Juli 1936 gab das Apostolische Vikariat Yichang Teile seines Territoriums zur Gründung der Apostolischen Präfektur Shashi ab. Eine weitere Gebietsabtretung erfolgte am 14. Juni 1938 zur Gründung des Apostolischen Vikariates Shinan ab.
Das Apostolische Vikariat Yichang wurde am 11. April 1946 durch Papst Pius XII. mit der Apostolischen Konstitution Quotidie Nos zum Bistum erhoben und dem Erzbistum Hankow als Suffraganbistum unterstellt.

## Ordinarien

### Apostolische Vikare von Südwest-Hubei
- Alessio Maria Filippi OFM, 1870–1888
- Benjamin Christiaens OFM, 1889–1899
- Theotimus Jozef Verhaegen OFM, 1900–1904
- Modestus Johannes-Baptiste Everaerts OFM, 1904–1912
- Trudo Johannes Jans OFM, 1923–1924

### Apostolische Vikare von Yichang
- Trudo Johannes Jans OFM, 1924–1929
- Pierre-Henri-Noël Gubbels OFM, 1930–1946

### Bischöfe von Yichang
- Pierre-Henri-Noël Gubbels OFM, 1946–1950
- Paul Francis Zhang Ming-qian OFM, 1959–2005
- Sedisvakanz, seit 2005